# Великий баг
«Критичний баг» (Bigbug) — французький комедійний науково-фантастичний фільм, зі сценаристом і режисером Жаном-П'єром Жене, який вийшов на Netflix 11 лютого 2022 року. У фільмі зіграли Домінік Пінон, Ельза Зільберштейн, Ізабель Нанті, Юсеф Гайді, Альбан Ленуар і Франсуа Леванталь. Дія BigBug розгортається в 2050 році. Групу жителів передмістя замикають їхні домашні роботи для власного захисту, а надворі лютує повстання андроїдів.

## У ролях
- Домінік Пінон
- Ельза Зільберштейн
- Ізабель Нанті
- Юсеф Гайді
- Альбан Ленуар
- Франсуа Леванталь
- Клер Част
- Клод Перрон
- Мерісоль Фертар
- Хелі Тонат

## Виробництво
Зйомки розпочалися у жовтні 2020 року, незважаючи на пандемію COVID-19.

## Випуск
Прем'єра фільму відбулася на Netflix 11 лютого 2022 року.